# Stade de France
Stade de France je francuski nacionalni stadion koji se nalazi u pariškom predgrađu Saint-Denis. Ima kapacitet od 80,000 sjedala i koristi ga Francuska rugby union reprezentacija tijekom Prvenstva šest nacija i ostalih natjecanja. Francuska nogometna reprezentacija također koristi Stade de France u skoro svim svojim utakmicama, a to je stadion gdje je Brazil izgubio od Francuske rezultatom 3:0 u finalu Svjetskog nogometnog prvenstva 1998. Glavna ragbi momčad Pariza, Stade Français, povremeno koristi Stade de France za neke važnije utakmice.
Stade de France je svake godine stadion za finale tri najveća domaća kupa: Top 14, francuski domaći rugby union kup; i za nogometne kupove Coupe de France i Coupe de la Ligue. Finala UEFA Lige prvaka 2000. i 2006. su igrana na ovom stadionu. Na njemu je se održavala motociklistička "Utrka prvaka" 2004., 2005. i 2006. godine, dok se nije premjestila na Wembley Stadium u Londonu. U 2007., bio je glavni stadion Svjetskog ragbijaškog prvenstva, kada je postao jedini stadion u svijetu na kojem su se održavala finala i Svjetskog nogometnog prvenstva i Svjetskog ragbijaškog prvenstva.

## Povijest
Stade de France je sagrađen za potrebe Svjetskog nogometnog prvenstva 1998 i od tada je francuski nacionalni stadion. Na njemu je održano jedno od najvećih francuskih sportskih uspjeha ikad, pobjeda od 3:0 nad Brazilom u finalu SP-a 1998., 12. srpnja 1998. Tada je Francuska prvi put Svjetsko nogometno prvenstvo, a također prvi put da je SP osvojila zemlja domaćin. Prije igran na Parc des Princesu, finale Topa 16 (francuski domaći rugby union kup) je premješten na Stade de France. Pariška momčad, "Stade Français" je pobijedio momčad USA Perpignan 34:7 u svibnju te godine. Sljedeće godine, ugostio je četvrtfinalnu utakmicu Svjetskog ragbijaškog prvenstva 1999., koje se održavalo u Walesu.

## Koncerti
Od otvorenja 1998., Stade de France je postao poznato odredište glazbenih i estradnih zvijezda. Na sljedećem popisu su svi veći koncerti: 
- The Rolling Stones - 25. srpnja 1998.
- Johnny Hallyday - 5, 6 i 11. rujna 1998.
- Celine Dion - 19 i 20. lipnja 1999.
- Tina Turner - 5. srpnja 2000.
- AC/DC - 22. lipnja 2001.
- Bruce Springsteen - 24. svibnja 2003.
- Paul McCartney - 24. lipnja 2004.
- U2 - 9 i 10. srpnja 2005.
- The Rolling Stones - 28. srpnja 2006.
- The Rolling Stones - 16. lipnja 2007.
- George Michael - 22. lipnja 2007.
- The Police - 29 i 30. rujna 2007.
- André Rieu - 29. kolovoza 2008.
- Madonna - 20 i 21. rujna 2008.
- Johnny Hallyday - 29, 30 i 31. svibnja 2009.
- AC/DC - 12. lipnja 2009.
- Depeche Mode - 27. lipnja 2009.
- U2 - 11 i 12. srpnja 2009.
- Mylène Farmer - 11 i 12. rujna 2009.
- Indochine - 26. lipnja 2010.
- U2 - 18. rujna 2010.
- Coldplay - 2. rujna 2012.

## Korisnici
Stade de France nema nijednog stalnog korisnika, pa je prazan veći dio godine, iako je klub Stade Français odigrao mnogo utakmica zadnjih godina. Mnogi pokušaji uvjeravanja nogometnog ili ragbijaškog kluba da se premjeste na Stade de France nisu uspjeli. Paris Saint-Germain je ostao na Parc des Princesu pod pritiskom njihovih vlasnika, TV kuće Canal Plus i gradske vlade Pariza.
Pariški ragbijaški klub Stade Français je polukorisnik stadiona. Počeli su "kockati" s organizacijom domaće Top 14 utakmice s Toulouseom, 15. kolovoza 2005. na Stade de Franceu. Predsjednik Stade Françaisa, Max Guazzini, rekao je javnosti da klub mora prodati 25,000 do 30,000 ulaznica zbog finnancija. Tri tjedna prije utakmice, 61,000 ulaznica je prodano, kada su postavili rekord za najviše prodanih ulaznica za bilo koji sport (uključujući i nogomet) u Francuskoj. Ukupno je na utakmici bilo 79,454, što je za 20.000 gledatelja više od prijašnjeg rekorda. Pet minuta prije kraja utakmice, s Toulouseom, Max Guazzini je najavio da će se i sljedeća utakmica Stade Françaisa igrati na Stade de Franceu. Ta sljedeća utakmica u ožujku 2006., je oborila i prošli rekord, bilo je 79,604 gledatelja.

Predsjednik Guazzini je tada ubilježio još dvije Top 14 utakmice na Stade de Franceu za sezonu 2006./07. Sljedeća utakmica protiv Biarritza, 16. listopada 2006. je bila posjećena 79,619 gledatelja, treći put zaredom visoka posjećenost utakmice Stade Françaisa na Stade de Franceu, što je francuski rekord posjećenost za sve sportove. Rekord je se povećao 27. siječnja 2007., kada je bilo 79,741 gledatelja. Stade Français je na raspored dodao još tri utakmice na Stade de Franceu za Top 14 sezonu 2008./09. i Heineken kup sezonu 2008.09.
Iako je bilo manjak utakmica, stadion je dobio veliki prihod u 2007. godini, koji se povećao za vrijeme Svjetskog ragbijaškog prvenstva 2007. u Francuskoj, gdje je ugostio mnogo kvalifikacijskih utakmica, te četvrtfinale, dvije polufinalne utakmice i finale te. 
Nogometni klub Lille OSC je sve domaće Europske utakmice igrao na Stade de Franceu u sezoni 2005./06., igrao je i u UEFA Ligi prvaka i u Kupu UEFA. Razlog igranju na Stade de Franceu je bilo renoviranje njihovog stadiona, Félix-Bollaerta. Stade de France je ugostio dva finala Lige prvaka, 2000. godine (Real Madrid - Valencia 3:0), i 2006. godine (FC Barcelona - Arsenal 2:1).

## Vanjske poveznice
- Službena stranica
- Statistika svih ragbi utakmica igranih na Stade de Franceu  Arhivirana inačica izvorne stranice od 3. lipnja 2004. (Wayback Machine)
- Svjetsko ragbijaško prvenstvo 2007.
- Stade de France 3D model (GoogleSketchup)  Arhivirana inačica izvorne stranice od 1. siječnja 2014. (Wayback Machine)

| Prethodnik: | Domaćin finala UEFA Lige prvaka 2000. | Nasljednik: |
| Camp Nou    | Domaćin finala UEFA Lige prvaka 2000. | San Siro    |

| Prethodnik: | Domaćin finala UEFA Lige prvaka 2006. | Nasljednik:                |
| Atatürk     | Domaćin finala UEFA Lige prvaka 2006. | Olimpijski stadion u Ateni |

| Prethodnik:       | Domaćin finala UEFA Lige prvaka 2022. | Nasljednik:                |
| Estádio do Dragão | Domaćin finala UEFA Lige prvaka 2022. | Olimpijski stadion Atatürk |